# Koos Janssen
Jacobus Josephus Laurentius Maria (Koos) Janssen (Monster, 12 oktober 1955) is een Nederlands CDA-politicus en bestuurder.

## Levensloop
Janssen studeerde in 1981 af aan de economische faculteit van de Erasmus Universiteit Rotterdam. Voordat hij aan een loopbaan als burgemeester begon, vervulde hij achtereenvolgens functies bij het ministerie van Economische Zaken en De Nederlandsche Bank en was hij wethouder in Woerden (1986-1993). Na vanaf 1993 een periode van ruim zeven jaar burgemeester van Bunnik te zijn geweest, werd Janssen in 2000 benoemd tot burgemeester van Soest. Janssen was vanaf 16 januari 2006 burgemeester van Zeist. Op 7 maart 2023 kondigde hij aan op 15 januari 2024 te stoppen als burgemeester van Zeist.

### Amarantis
Janssen was tot begin 2012 voorzitter van de raad van toezicht van de in ernstige problemen gekomen Amarantis Onderwijsgroep. In een uitzending van Zembla kwam naar voren dat hij als voorzitter van de raad van toezicht ernstig tekort zou zijn geschoten in zijn taak en diverse signalen van mismanagement jarenlang zou hebben genegeerd.
Een onafhankelijke commissie, ingesteld door de minister van Onderwijs, Cultuur en Wetenschap deed onderzoek naar de oorzaken van de financiële problematiek van Amarantis. Uit dit onderzoek kwam naar voren dat de raad van toezicht grotendeels faalde bij de uitvoering van zijn taak.